# Partido Verde (Albania)
El Partido Verde (en albanés: Partia e Gjelbër) es un partido político de Albania fundado en 2001 con una ideología de izquierdas basada en políticas verdes. Está liderado por Edlir Petanaj.

## Historia
En un país donde las grandes colaciones mandan a nivel nacional, las elecciones municipales están mucho más abiertas, aunque todos los partidos forman parte de tres grandes coaliciones. El Partido Verde se unió a ASE, liderada por el Partido Socialista. Dos años después de su creación, logró entrar en los primeros ayuntamientos del Condado de Tirana en las elecciones municipales de 2003. Desde el año 2008 es miembro de pleno derecho de la alianza Verdes Europeos, con voz y derecho a voto en las decisiones del grupo en el seno de la Unión Europea. Posteriormente, empezó a formar parte de la red internacional de partidos ecologistas Global Greens.

## Ideología
El partido promueve políticas de defensa de la libre orientación sexual, las diferentes etnias, libertad de religión y paridad de género, además de políticas verdes como la seguridad alimentaria, una pesca sostenible el uso de energías renovable y la lucha contra el cambio climático. También es un partido proeuropeo, partidario de la adhesión a la Unión Europea, donde ya tienen voz como miembros del Partido Verde Europeo.